# Diptilon doeri
Diptilon doeri är en fjärilsart som beskrevs av William Schaus 1892. Diptilon doeri ingår i släktet Diptilon och familjen björnspinnare. Inga underarter finns listade i Catalogue of Life.